# Équinoxe de septembre

Illumination de la Terre par le Soleil le jour d'un équinoxe.

L'équinoxe de septembre est le moment où le Soleil semble traverser l'équateur céleste, se dirigeant vers le sud. En raison des différences entre l'année civile et l'année tropique, l'équinoxe de septembre peut se produire du 21 au 24 septembre.
À l'équinoxe, le Soleil vu de l'équateur se lève plein est et se couche plein ouest. Avant l'équinoxe de septembre, le Soleil se lève et se couche plus au nord, et après, il se lève et se couche plus au sud.
L'équinoxe peut être considéré comme marquant la fin de l'été astronomique et le début de l'automne astronomique (équinoxe d'automne) dans l'hémisphère nord, tandis qu'il marque la fin de l'hiver astronomique et le début du printemps astronomique (équinoxe de printemps) dans l'hémisphère sud.

## Occurrences
| Année | Équinoxe de mars | Équinoxe de mars | Solstice de juin | Solstice de juin | Équinoxe de sept. | Équinoxe de sept. | Solstice de déc. | Solstice de déc. |
| Année | jour             | heure            | jour             | heure            | jour              | heure             | jour             | heure            |
| ----- | ---------------- | ---------------- | ---------------- | ---------------- | ----------------- | ----------------- | ---------------- | ---------------- |
| 2001  | 20               | 13:30:44         | 21               | 07:37:45         | 22                | 23:04:30          | 21               | 19:21:31         |
| 2002  | 20               | 19:16:10         | 21               | 13:24:26         | 23                | 04:55:25          | 22               | 01:14:23         |
| 2003  | 21               | 00:59:47         | 21               | 19:10:29         | 23                | 10:46:50          | 22               | 07:03:50         |
| 2004  | 20               | 06:48:39         | 21               | 00:56:54         | 22                | 16:29:51          | 21               | 12:41:38         |
| 2005  | 20               | 12:33:26         | 21               | 06:46:09         | 22                | 22:23:11          | 21               | 18:34:58         |
| 2006  | 20               | 18:25:35         | 21               | 12:25:52         | 23                | 04:03:23          | 22               | 00:22:07         |
| 2007  | 21               | 00:07:26         | 21               | 18:06:27         | 23                | 09:51:15          | 22               | 06:07:50         |
| 2008  | 20               | 05:48:19         | 20               | 23:59:23         | 22                | 15:44:30          | 21               | 12:03:47         |
| 2009  | 20               | 11:43:39         | 21               | 05:45:32         | 22                | 21:18:36          | 21               | 17:46:48         |
| 2010  | 20               | 17:32:13         | 21               | 11:28:25         | 23                | 03:09:02          | 21               | 23:38:28         |
| 2011  | 20               | 23:20:44         | 21               | 17:16:30         | 23                | 09:04:38          | 22               | 05:30:03         |
| 2012  | 20               | 05:14:25         | 20               | 23:08:49         | 22                | 14:48:59          | 21               | 11:11:37         |
| 2013  | 20               | 11:01:55         | 21               | 05:03:57         | 22                | 20:44:08          | 21               | 17:11:00         |
| 2014  | 20               | 16:57:05         | 21               | 10:51:14         | 23                | 02:29:05          | 21               | 23:03:01         |
| 2015  | 20               | 22:45:09         | 21               | 16:37:55         | 23                | 08:20:33          | 22               | 04:47:57         |
| 2016  | 20               | 04:30:11         | 20               | 22:34:11         | 22                | 14:21:07          | 21               | 10:44:10         |
| 2017  | 20               | 10:28:38         | 21               | 04:24:09         | 22                | 20:01:48          | 21               | 16:27:57         |
| 2018  | 20               | 16:15:27         | 21               | 10:07:18         | 23                | 01:54:05          | 21               | 22:22:44         |
| 2019  | 20               | 21:58:25         | 21               | 15:54:14         | 23                | 07:50:10          | 22               | 04:19:25         |
| 2020  | 20               | 03:49:36         | 20               | 21:43:40         | 22                | 13:30:38          | 21               | 10:02:19         |
| 2021  | 20               | 09:37:27         | 21               | 03:32:08         | 22                | 19:21:03          | 21               | 15:59:16         |
| 2022  | 20               | 15:33:23         | 21               | 09:13:49         | 23                | 01:03:40          | 21               | 21:48:10         |
| 2023  | 20               | 21:24:24         | 21               | 14:57:47         | 23                | 06:49:56          | 22               | 03:27:19         |
| 2024  | 20               | 03:06:21         | 20               | 20:50:56         | 22                | 12:43:36          | 21               | 09:20:30         |
| 2025  | 20               | 09:01:25         | 21               | 02:42:11         | 22                | 18:19:16          | 21               | 15:03:01         |
| 2026  | 20               | 14:45:57         | 21               | 08:24:30         | 23                | 00:05:13          | 21               | 20:50:14         |
| 2027  | 20               | 20:24:41         | 21               | 14:10:50         | 23                | 06:01:43          | 22               | 02:42:10         |
| 2028  | 20               | 02:17:08         | 20               | 20:02:00         | 22                | 11:45:18          | 21               | 08:19:40         |
| 2029  | 20               | 08:01:59         | 21               | 01:48:18         | 22                | 17:38:30          | 21               | 14:14:06         |
| 2030  | 20               | 13:52:06         | 21               | 07:31:19         | 22                | 23:26:53          | 21               | 20:09:38         |

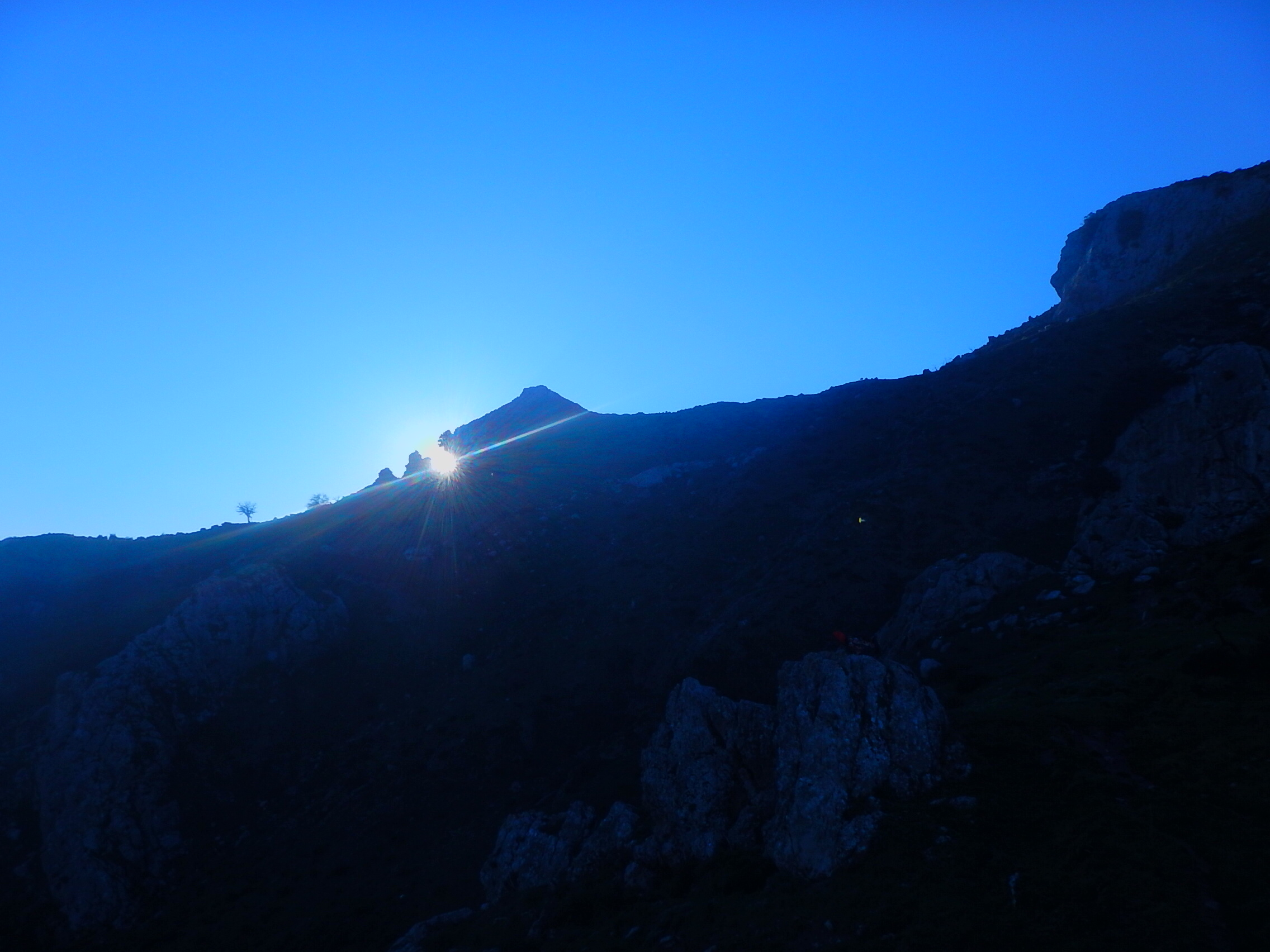
Coucher de soleil à l'équinoxe depuis le site de Pizzo Vento à Fondachelli Fantina, Sicile.

L'équinoxe de septembre est un moment couramment utilisé pour déterminer la durée de l'année tropique.
Les dates et heures des équinoxes de septembre qui se produisent de 2018 à 2028 (en UTC) sont répertoriées comme suit :
| Date       | heure (UTC) |
| ---------- | ----------- |
| 23/09/2018 | 01:54       |
| 23/09/2019 | 07:50       |
| 22/09/2020 | 13:31       |
| 22/09/2021 | 19:21       |
| 23/09/2022 | 01:04       |
| 23/09/2023 | 06:50       |
| 22/09/2024 | 12:44       |
| 22/09/2025 | 18:19       |
| 23/09/2026 | 00:05       |
| 23/09/2027 | 06:02       |
| 22/09/2028 | 11h45       |

## Constellation
Le point où le Soleil traverse l'équateur céleste vers le sud est appelé le premier point de la Balance. Cependant, en raison de la précession des équinoxes, ce point ne se trouve plus dans la constellation de la Balance, mais plutôt dans celle de la Vierge.
Le point solaire de l'équinoxe de septembre est passé de la constellation de la Balance à celle de la Vierge en −729 (730 av. J.-C.) et entrera dans le Lion en 2439.

## Mouvement apparent du Soleil par rapport à l'horizon
À l’équinoxe, le Soleil se lève directement à l’est et se couche directement à l’ouest. Cependant, en raison de la réfraction, il apparaitra légèrement au-dessus de l'horizon au moment précis de l'équinoxe et lorsque son « vrai » milieu se lève ou se couche. Pour les observateurs situés aux pôles Nord ou Sud, il se déplace pratiquement horizontalement sur ou au-dessus de l'horizon, sans s'élever ni s'éloigner de manière évidente du mouvement de « déclinaison » (et donc d'altitude) d'un peu moins d'un demi-degré (0,39) par jour.
Pour les observateurs situés dans l’un ou l’autre hémisphère autre que les pôles, le Soleil se lève et se couche de plus en plus vers le sud au cours des trois mois qui suivent l’équinoxe de septembre. Cette période correspond à la seconde moitié d'un mouvement vers le sud d'une durée de 6 mois, commençant avec le solstice de juin, lorsque le Soleil se lève et se couche à son point le plus au nord. Et se terminant avec le solstice de décembre, lorsque le Soleil se lève et se couche alors à son point le plus au sud.

## Culture

### Calendriers
L'équinoxe de septembre marque le premier jour du calendrier républicain français.

### Commémorations

#### Proche et moyen Orient
- L'équinoxe de septembre marque le premier jour de Mehr ou Balance dans le calendrier persan. C'est l'une des fêtes iraniennes (en) appelée Jashne Mehregan (en), ou la fête du partage ou de l'amour dans le zoroastrisme.

#### Asie de l'Est
- Au Japon, le jour de l'équinoxe d'automne 秋分の日 (Shūbun no hi?) est un jour férié[7]. Higan (en) (お彼岸) est une fête bouddhiste célébrée exclusivement par les sectes japonaises pendant l'équinoxe de printemps et d'automne.
- En Corée, Chuseok est une importante fête des récoltes et un jour férié de trois jours célébré autour de l'équinoxe d'automne.
- La fête de la mi-automne est célébrée le 15e jour du 8e mois lunaire, souvent près du jour de l'équinoxe d'automne, et est un jour férié officiel en Chine continentale, à Hong Kong, à Taïwan et dans de nombreux pays comptant une importante minorité chinoise. Comme le calendrier lunaire n’est pas synchrone avec le calendrier grégorien, cette date pourrait se situer n’importe où entre la mi-septembre et le début octobre.
- Les calendriers traditionnels d'Asie de l'Est divisent une année en 24 termes solaires (节气, littéralement « segments climatiques »), et l'équinoxe d'automne (Qiūfēn) marque le milieu de la saison d'automne. Dans ce contexte, le caractère chinois 分 signifie « division (égale) » (au sein d'une saison).

#### Judaïsme
- La fête juive de Souccot tombe généralement lors de la première pleine lune après l'équinoxe d'automne de l'hémisphère nord, bien qu'occasionnellement (dans le calendrier hébraïque moderne, trois fois tous les 19 ans), elle se produise lors de la deuxième pleine lune.
- Roch Hachana tombe sur une nouvelle lune proche de cet équinoxe.

#### Europe
- Dożynki est une fête des récoltes slave. À l’époque préchrétienne, la fête tombait généralement à l’équinoxe d’automne.
- L'équinoxe de septembre était le « jour de l'An » dans le calendrier républicain français, en usage de 1793 à 1805. La Première République française fut proclamée et la monarchie française fut abolie le 21 septembre 1792, faisant du jour suivant (le jour de l'équinoxe cette année-là) le premier jour de « l'ère républicaine » en France. Le début de chaque année devait être déterminé par des calculs astronomiques suivant le Soleil réel et non le Soleil moyen.
- La traditionnelle fête des récoltes au Royaume-Uni était célébrée le dimanche de la pleine lune la plus proche de l'équinoxe de septembre.

#### Néopaganisme
- Les néopaïens observent l'équinoxe de septembre comme un point cardinal sur la roue de l'année. Dans l’hémisphère nord, certaines variétés de paganisme adaptent les traditions de l'équinoxe d’automne (en). Dans l'hémisphère sud, l'équinoxe de printemps correspond à Ostara.

#### Amériques
- Le Cahokia Woodhenge reconstruit, un grand cercle de bois situé sur le site archéologique de la culture mississippienne de Cahokia près de Collinsville, dans l'Illinois[8], est le site des observances annuelles du lever du soleil de l'équinoxe et du solstice. Une annonce pour la célébration de 2017 indiquait : « Par respect pour les croyances des Amérindiens, aucun rituel ni cérémonie n'aura lieu lors de cet évènement gratuit. Mais les visiteurs se tiendront au même endroit où le peuple mississippien se rassemblait autrefois pour regarder le soleil se lever[9],[10],[11]. »